# ادیک باماناهالی
ادیک باماناهالی (به انگلیسی: Adike Bommanahalli) یک روستا در هند است که در کارناتاکا واقع شده‌است.